# Лунак-Кмита, Пётр
Пётр Лунак Кмита (пол. Piotr Lunak Kmita) из Собени герба Щренява (ум. 1430 г.) — подчаший сандомирский (1412 г.).
Родился в семье Анны и Петра  Кмитов.
Женился на Катерине Жешовской и имел сына Яна Кмита «Тупого» (ум. перед 1435), вступившего в брак с Барбарой Вотробой из Стрельчего, и дочь Малгожату Кмита, вышедшую замуж за Яна Гольяна из Обихова — подстолия познаньского.